# Wiesław Gliński

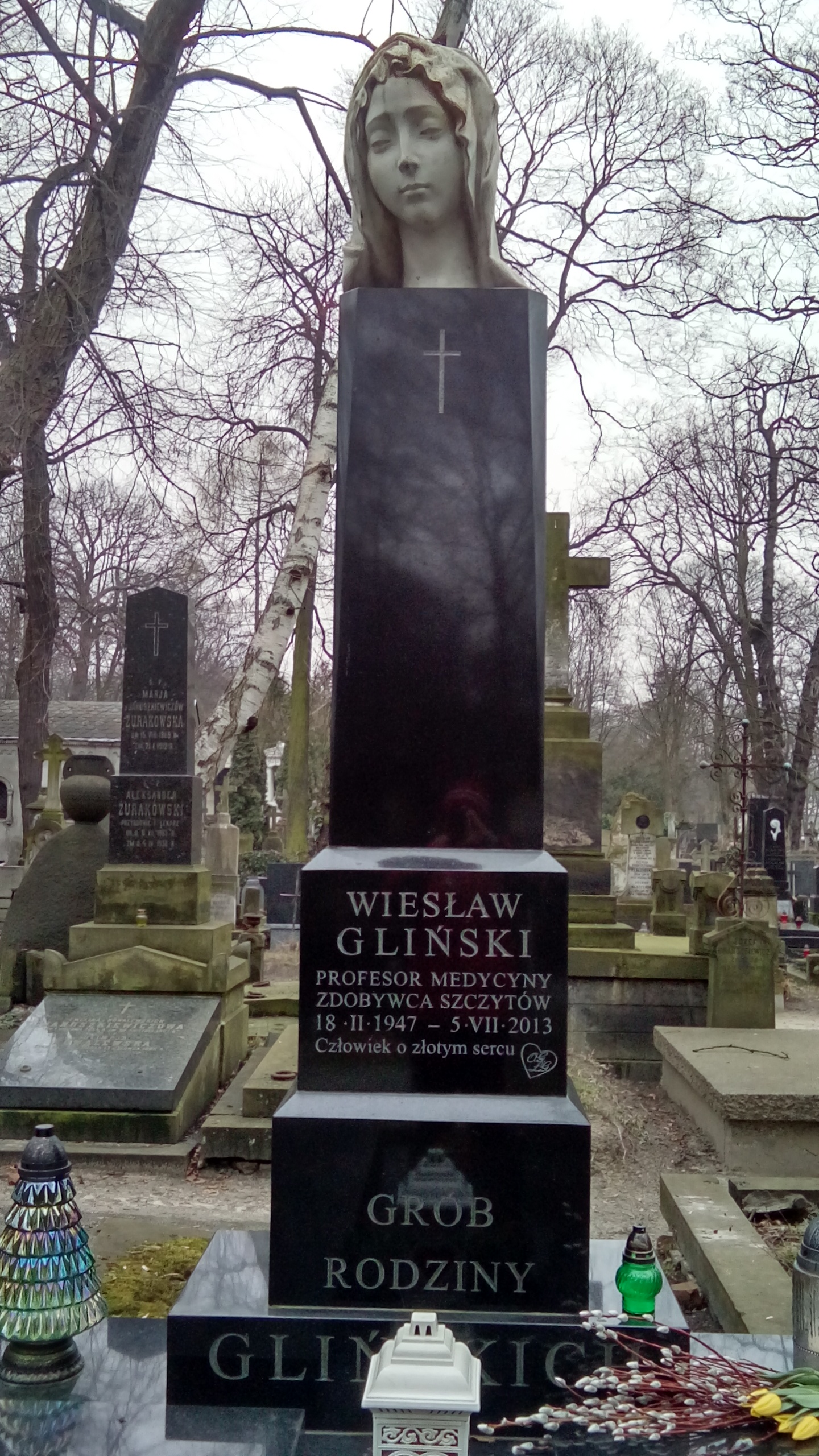
Grób Wiesława Glińskiego na cmentarzu Powązkowskim

Wiesław Antoni Gliński (ur. 18 lutego 1947 we Wrocławiu, zm. 5 lipca 2013) – polski lekarz, profesor doktor habilitowany nauk medycznych, specjalista w zakresie dermatologii, wenerologii i immunologii, pionier w zakresie badań autoimmunologicznych chorób skóry, w tym głównie łuszczycy.

## Życiorys
Był uczniem prof. Stefanii Jabłońskiej. Od 1971 pracownik, a od 2007 także kierownik Katedry i Kliniki Dermatologicznej Akademii Medycznej w Warszawie, a także w latach 1990-1993 i 1993-1996 prodziekan, a w latach 1996-1999 i 1999-2002 dziekan I Wydziału Lekarskiego na tejże uczelni, a w latach 2002-2005 prorektor do spraw nauki i współpracy z zagranicą oraz w latach 2005-2008 prorektor do spraw klinicznych, inwestycji i współpracy z regionem. Piastował stanowisko prezesa Polskiego Towarzystwa Dermatologicznego oraz Konsultanta Krajowego do spraw Dermatologii.
10 lipca 2013 został pochowany na cmentarzu Powązkowskim w Warszawie (kwatera 176-4-12/13).

## Odznaczenia
- Krzyż Kawalerski Orderu Odrodzenia Polski (2005)[4]
- Złoty Krzyż Zasługi (2000)[5]
- Odznaka Honorowa „Za Zasługi dla Ochrony Zdrowia”
- Medal Komisji Edukacji Narodowej
- Złoty Medal za Długoletnią Służbę
- Medal za Zasługi dla I Wydziału Lekarskiego AM.